# Едіт Якобсон
Едіт Якобсон (нім. Edith Jacobssohn; 10 вересня 1897 — 8 грудня 1978) — німецька психоаналітикиня. Її головний внесок у психоаналітичне мислення стосувався розвитку почуття ідентичності та самооцінки, а також розуміння депресії та психозу. Вона змогла об'єднати тристоронню структурну модель класичного психоаналізу з теорією об'єктних відносин у переглянуту теорію потягу. Таким чином, вона розширила можливості лікування пацієнтів із більшою мірою розладами Едіпового комплексу.

## Життєпис
Едіт Якобсон народилася в єврейській сім'ї в сім'ї лікаря та матері-музикантки, була лікаркою, а згодом також стала психоаналітикинею. У 1922 році вона отримала ступінь доктора після відвідування медичної школи в Єні, Гейдельберзі та Мюнхені. З 1922 по 1925 рік вона проходила педіатричну інтернатуру в університетській лікарні в Гейдельберзі. У цей період у неї розвивається інтерес до психоаналізу. Під час свого стажування вона спостерігала випадки дитячої сексуальності. У 1925 році вона почала навчання в Берлінському психоаналітичному інституті, а її аналітиком був Отто Феніхель.

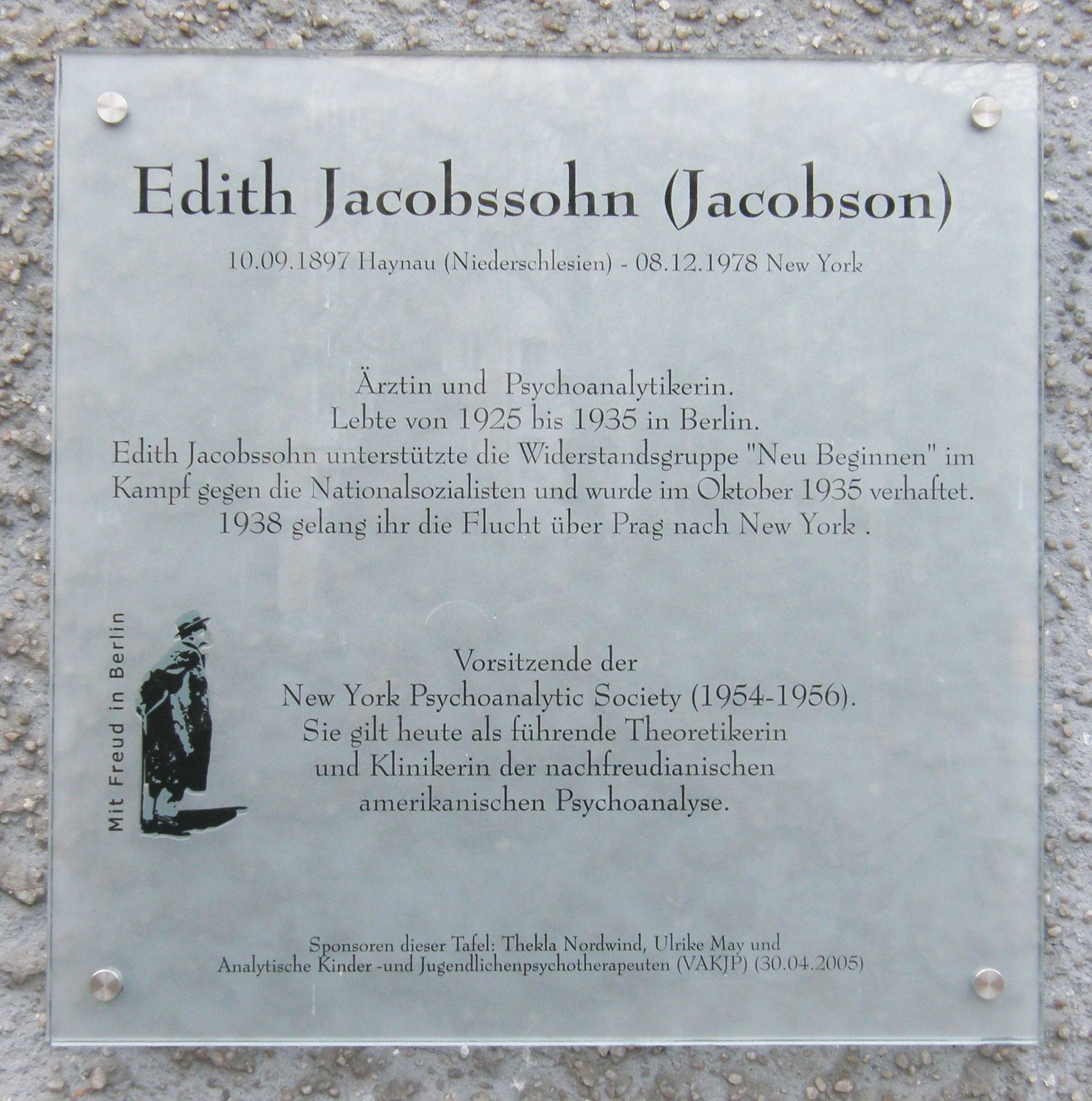
Меморіальна дошка Едіт Якобссон із серії «З Фрейдом у Берліні»

У 1930 році Едіт стала членом Берлінського психоаналітичного товариства і незабаром виступала з доповідями, які стосувалися її інтересу до проблем суперего та його розвитку. У 1934 році вона стала тренінговою аналітикинею у Берлінському інституті.
У 1935 році нацисти ув'язнили Едіт Якобсон за те, що вона відмовилася розголошувати інформацію про пацієнта. У 1938 році вона захворіла на хворобу Грейвса та діабет; під час госпіталізації в Лейпцигу вона втекла до Чехословаччини. Незабаром після втечі вона емігрувала до США, де згодом стала членом Нью-Йоркського психоаналітичного товариства. У США вона стала тренінг-аналітикинею та викладачкою.
Теоретична та клінічна робота Якобсон стосувалася функціонування его та суперего, процесів ідентифікації, що лежать в основі розвитку его та суперего, а також ролі его та суперего в депресії. У своїх творах вона намагається побудувати загальну перспективу розвитку. Ця перспектива віддасть належне потягам і реальним об'єктам та їхнім репрезентаціям у побудові его та суперего. Якобсона цікавила доля саморепрезентацій у депресивних і психотичних пацієнтів. Вона представила концепцію саморепрезентації разом з Гайнцом Гартманом. У книзі 1964 року «Я та об'єктний світ» вона представила переглянуту теорію потягу.

## Переглянута теорія приводу
Якобсон була першою, яка спробувала об'єднати теорію потягів з теорією об'єктних відносин у всеохоплюючий синтез розвитку, і її вплив на подальшу роботу в цій галузі був глибоким. Вона спиралася на внески Анни Фрейд, Гайнца Гартмана, Рене Шпіца та Маргарет Малер. У 1964 році вона написала книгу «Я та об'єктний світ», в якій переглянула теорію Зигмунда Фрейда про психосексуальні фази розвитку та його концептуалізацію ідентифікатора, его та суперего.

### Загальні поняття переглянутої теорії приводу
З точки зору Фрейда, потяги були вродженими, тоді як его-психологи наголошували на впливі середовища. Якобсон знайшла спосіб подолати розрив між цими точками зору. За Якобсон, біологія і досвід взаємно впливають один на одного і взаємодіють протягом усього розвитку.
Відповідно до Гартмана, Якобсон припустила, що інстинктивні потяги є не вродженими «даностями», а біологічно схильними, вродженими потенціалами. Ці потенціали отримують свої відмінні риси в контексті раннього досвіду дитини. Від народження досвід буде реєструватися як приємний («хороше самопочуття») або неприємне («погане самопочуття»).
Баланс у суб'єктивних відчуттях у ранніх переживаннях дитини сприятиме гармонійному розвитку лібідо та агресивного потягу. Лібідо виникне через переживання хорошого самопочуття, і зазвичай агресії буде менше. Однак, якщо ранній досвід викликає особливе розчарування, агресивний потяг може порушити нормальний розвиток. Лібідо допомагає інтегрувати образи хороших і поганих об'єктів, хорошого і поганого себе. Агресія, з іншого боку, сприяє роз'єднанню і створенню різних образів себе та інших. Лібідо та агресія не можуть функціонувати одне без одного. Лібідо сприяє згуртованості, а агресії — виходу назовні. Лібідо та агресія необхідні для побудови стабільної ідентичності шляхом інтеграції досвіду оточення.
Якобсон зазначала, що досвід суб'єктивний, що означає, що немає хорошого материнства, а лише те, яке приємне конкретній дитині. Це пов'язано з «афективним узгодженням» між матір'ю та дитиною, у якому важливу роль відіграють такі фактори, як темперамент дитини, відповідність або невідповідність між дитиною та матір'ю та здатність матері адекватно реагувати на потреби дитини.

### Розвиток дитини
Ранній психічний стан дитини недиференційований, без чітких меж між внутрішнім Я і зовнішнім світом. Лібідо й агресія не сприймаються як окремі потяги. Оскільки новонароджена дитина не може відрізнити себе від інших, перші образи є злитими та сплутаними. Якобсон припустив, погоджуючись із Рене Шпіцем, що переживання, хороші чи погані, накопичуються в психіці дитини. Ці ранні зображення створюють основу для пізніших суб’єктивних відчуттів себе та інших і слугуватимуть фільтром, через який людина буде інтерпретувати новий досвід.
Приблизно у віці 6 місяців дитина здатна розрізняти себе та інших. Поступово агресивні та лібідозні компоненти також стають більш диференційованими, що призводить до нових структурних систем: его та суперего. На другому році відбувається поступовий перехід до індивідуації та автономії его, при якому уявлення дитини стають більш реалістичними. Дитина відкриває власну ідентичність і вчиться відрізняти бажане від реалістичного себе та образів предметів. Суперего розвивається протягом тривалого часу і закріплюється в підлітковому віці.
У нормальному розвитку існує баланс між лібідо та агресією, що призводить до зрілого розрізнення між собою та іншими. Однак відсутність балансу між лібідо та агресією може призвести до слабких меж між собою та іншими, що можна спостерігати у психотичних пацієнтів.
Стосовно розвитку Его і Суперего Якобсон підкреслювала роль батьківського впливу як вирішальну. Батьківська любов є найкращою гарантією нормального розвитку Его та Суперего, але також розчарування та вимоги батьків роблять значний внесок у розвиток ефективного, незалежного функціонування та самостійного Его.